# Martha Herr
Martha Herr (Buffalo-EUA, 1952 - São Paulo, 31 de outubro de 2015) foi cantora lírica (soprano), regente coral e professora da canto.
Radicou-se no Brasil em 1978, começando aí uma intensa carreira de camerista, dedicada à divulgação de obras do século XX, especialmente de autores brasileiros.

## Biografia
Graduou-se como Bachelor's Of Fine Arts Music e Mestre na State University of New York at Buffalo e como Doutora na Michigan State University, nos Estados Unidos, além de receber o título de Livre-Docência da Universidade Estadual Paulista com tese na área de música contemporânea brasileira para voz solo. Seus principais estudos vocais foram feitos, no exterior, com Heinz Rehfuss, Silvia Dimiziani e Paul Hartfield, e, no Brasil, com Leilah Farah.
Artista de grande versatilidade, atuou em vários gêneros musicais como ópera, missas e oratórios, repertório sinfônico, camerístico e, principalmente, música contemporânea e brasileira. Nos anos 70, antes de se mudar para o Brasil, fez parte do Center of Creative and Performing Arts, um centro de música contemporânea associado à State University of New York at Buffalo com o qual se apresentou diversas vezes no Carnegie Recital Hall e em festivais na Europa. Ali teve a oportunidade de trabalhar diretamente com compositores como John Cage, Morton Feldman, Lucas Foss, George Crumb e muitos outros.
Sua intensa atividade como intérprete de música do século XX está evidenciada em primeiras audições mundiais de mais de 100 obras, a maioria de compositores brasileiros, com destaque, no campo da ópera, para Neither de Morton Feldman (Roma, 1977), Qorpo Santo de Jorge Antunes (Brasília, 1983), Europera V de John Cage (Nova York, 1991), 22 Antes Depois de Arrigo Barnabé e Tim Rescala (São Paulo, 2002) e Olga  de Jorge Antunes (São Paulo, 2006), na qual foi protagonista. É também considerada especialista na interpretação da canção brasileira. Em 2008, publicou as normas para a pronuncia do português brasileiro na música vocal de câmara, em português e inglês, resultado de um estudo de cinco anos em conjunto com outros professores de canto brasileiros.
Apresentou-se com a maior parte das grandes orquestras brasileiras e regentes como Eleazar de Carvalho, Isaac Karabtchevsky, Jamil Maluf, John Neschling, Alceo Bocchino, Roberto Tibiriçá, Henrique Morelenbaum, João Maurício Galindo, Celso Antunes, Olivier Toni, Abel Rocha e Ligia Amadio, entre outros, além de maestros estrangeiros como Zubin Mehta e Robert Shaw.
Recebeu, em 1998, o Prêmio Carlos Gomes, da Secretaria de Cultura do Estado de São Paulo, e foi nomeada, em 1990, como Cantora do Ano pela Associação Paulista de Críticos de Artes (APCA).
No campo acadêmico, atuou como professora de canto na Graduação e Pós-graduação em Performance do Instituto de Artes da Universidade Estadual Paulista (UNESP), onde também trabalhou na cadeira de Dicção para Cantores (1987 a 2013); organizou, em conjunto com professores de canto da UNICAMP e USP e seu grupo de pesquisa, os Simpósios VOX:IA, dedicado à música brasileira, música contemporânea, ópera, teatro musical e a relação entre cantor e pianista; em 2009, participou do International Congress of Voice Teachers em Paris, sendo convidada pela organização do congresso a apresentar um recital/palestra sobre a canção brasileira; em 2012, fez parte da comissão científica do Congresso A Língua Portuguesa na Música, que teve suas reuniões em Portugal.

## Gravações
LPs, CDs e DVDs
1977 - Songs of Wonder do compositor Leo Smit, acompanhado pelo compositor ao piano, remasterizado em CD em 2011.
1978 - Madrigali per Cantare e Sonare a Uno, Due e Tre Soprani de Luzzascho Luzzaschi, com o Five Centuries Ensemble, remasterizado em CD em 2006.
1980 - Música Sacra Paulista, com o Madrigal e Orquestra São Paulo Pró-Música, sob a regência de Jonas Christensen.
1982 - Estória IV de Jocy de Oliveira.
1983 - Obsequium (Homenagem a Bach) de José Penalva, com a Camerata Antiqua de Curitiba, sob a regência de Roberto Schnorreberg, remasterizado em CD em 2000.
1986 - 5 Negro Spirituals do Oratório A Child of Our Time de Michael Tippett, com o Coral da Cultura Inglesa, sob a regência de Celso Antunes.
1987 - Compositores da Bahia - 7, com o grupo de Percussão do Instituto de artes do Planalto, sob a regência de John Boudler.
1989 - Música de Virgil Thomson, para o selo New Albion Records, contendo obras inéditas deste compositor norte-americano.
1992 - Missa No. 1 em Mi bemol Maior de José Joaquim Emerico Lobo de Mesquita, sob a regência de Sérgio Dias - 3º Festival Internacional de Música Brasileira Colonial e Música Antiga.
1993 - New Music from Brazil, No. 1 com o Grupo Novo Horizonte, sob a regência de Graham Griffiths.
1994 - Europera V de John Cage.
1995 - Trechos de O Messias com Orquestra Sinfônica e Coral Municipal de Santo André, sob a regência de Flávio Florence.
1997 - Bachianas Brasileiras No. 5 com Rio Cello Ensemble.
2001 - Infobodies de Denise Garcia. Gravação para apresentação em concerto das obras da compositora, convidada a participar do 8° Festival Acusmatique International em Bruxelas, Bélgica.
2004 - labORAtorio de Flo Menezes, com a Orquestra Experimental de Repertório, sob a regência de Jamil Maluf. DVD do concerto de estreia da obra
2005 - Cantata dos Dez Povos de Jorge Antunes, com a Orquestra Sinfônica do Teatro Nacional de Brasília, sob a regência do autor. Gravação do concerto de estreia da obra.
2007 - Sonic Voyages. MTI da Montfort University (Inglaterra).
2008 - Sarau da Independência. Gravação do Museu Paulista (USP) do concerto em homenagem à Independência.
2009 - Novos Universos Sonoros. MinC, FUNARTE, Petrobras.
2008 - Sarau da Independência II. Gravação do Museu Paulista (USP) do concerto em homenagem à Independência.
2011 - A Música de Gilberto Mendes: Vários compositores num só compositor do Modernismo ao pós-modernismo para o Selo SESC.
2012 - Olga de Jorge Antunes. Ópera gravada ao vivo, em 2006, no Theatro Municipal de São Paulo em 2006, sob a regência José Maria Florêncio. CD e DVD

## Publicações
1. Vozes em Conversa:  Pesquisa e Ciência na Performance Musical. Tese de Livre Docência, Universidade Estadual Paulista, 2007.
2. Kayama, A. (et al) PB Cantado: Normas para a Pronúncia do Português Brasileiro no Canto Erudito. OPUS, Revista da ANPPOM, v. 13, no 2 (dez, 2007), Goiânia (GO), 2007. pp. 16–38. ISSN: 0103-7412.
3. Herr, Kayama, Mattos.  Brazilian Portuguese:  Norms for Lyric Diction. Journal of Singing, v. 65, No. 2 (December, 2008), Jacksonville, FL. pp. 195–212. ISSN: 1086-7732 - USPS 890-308